# Vito Žuraj
Vito Žuraj, slovenski skladatelj, * 7. maj 1979, Ljubljana.
Študij kompozicije in glasbene teorije je leta 2002 končal na Akademiji za glasbo v Ljubljani v razredu prof. Marka Mihevca, podiplomski študij pa je opravil na Visoki šoli za glasbo Carl Maria von Weber v Dresdnu. 
Žuraj je med študijem v Ljubljani prejel študentsko in univerzitetno Prešernovo nagrado. Je avtor pretežno simfonične, komorne in elektroakustične glasbe, sicer pa je tudi strokovnjak na področju računalniške notacije. Leta 2015 je prejel nagrado Prešernovega sklada.